# Butanonă
Butanona, de asemenea denumită și etilmetilcetonă, este o cetonă cu formula CH3C(O)CH2CH3. Este un lichid incolor cu un miros puternic, dulceag, asemănător acetonei. Este produsă industrial pe scară largă, dar este întâlnită în cantități mici și în natură. Este solubilă în apă și este folosită ca solvent industrial.

## Obținere
Butanona se poate produce prin oxidarea 2-butanolului. Dehidrogenarea 2-butanolului poate fi realizată cu ajutorului unor catalizatori de cupru, zinc sau bronz:
CH3CH(OH)CH2CH3   →   CH3C(O)CH2CH3  +  H2
Această metodă este folosită pentru producerea de aproximativ 700 de milioane de kilograme de butanonă anual.